# الدحارج (المحفد)

تعديل مصدري - تعديل

الدحارج هي إحدى قرى عزلة المحفد بمديرية المحفد التابعة لمحافظة أبين، بلغ تعداد سكانها 153 نسمة حسب تعداد اليمن لعام 2004.